# Sol over Gudhjem
Sol over Gudhjem er et stykke smørrebrød med røget sild , rå æggeblomme, løg eller purløg og eventuelt radiser. Navnet relaterer til Gudhjem på Bornholm.
| Mad og drikke | Spire Denne artikel om mad og drikke er en spire som bør udbygges. Du er velkommen til at hjælpe Wikipedia ved at udvide den. |